# Cosimo Del Fante
Cosimo Damiano Del Fante (Livorno, 27 settembre 1781 – Krasnij, 16 novembre 1812) è stato un ufficiale italiano, al servizio di Napoleone.

## Biografia
Abbracciati gli ideali della rivoluzione francese, iniziò la carriera militare come sottotenente. Fece parte della guardia di Napoleone Bonaparte, in qualità di Presidente della Repubblica Italiana.
Arruolatosi nell'esercito di Napoleone Bonaparte, combatté nelle battaglie di Ulma, Vienna, Austerlitz e in Svezia. Per i suoi meriti fu promosso capitano. Combatté anche in Spagna e infine nella campagna di Russia, agli ordini del principe Eugenio di Beauharnais. Comandò il 9º reggimento di fanteria, e morì combattendo nella battaglia di Krasnoi mentre i russi cercavano di tagliare la strada alla ritirata della Grande Armée.
Nel 1830, Francesco Domenico Guerrazzi fu condannato dal governo del Granducato di Toscana al confino di Montepulciano per sei mesi, a causa di una sua orazione in memoria di Cosimo Del Fante, nella quale richiamava gli ideali che avevano ispirato la vita del giovane capitano come esempio per i tempi risorgimentali.
Le città di Livorno e di Milano gli hanno dedicato una via.